# Friesova bouda
Friesova bouda (německy Friesbaude) je horská bouda v Krkonoších, která leží v katastrálním území obce Strážné. Nachází se v Krkonoších v nadmořské výšce 1200 m na louce nad levým břehem Malého Labe  nad prameny Friesovy strouhy pod Světlým vrchem. Funguje jako horský hotel Friesovy boudy, který je hlavní budovou horského střediska Friesovy Boudy

## Historie
Původním majitelem horského hospodářství byl August Thomas Fries, poté jeho bratr Josef. Od něj dům získal Vinzenz Lahr z Klínovek č. 84, který usedlost po požáru kolem roku 1910 znovu vybudoval. Prodal dům Josefu Buchbergrovi a odstěhoval se. V roce 1921 se odstěhoval i Buchberger, pocházející z Lahrovek č. 82 a to do Darre u Tannwald – Polaum. (dnešní obec a přehrada Souš v Jizerských horách). Dům od něj koupil Josef Hoffman, přebudoval jej a přikoupil ještě pozemky sousedního domu č.p. 96. Hospodářství tak čítalo pět hektarů luk, pět krav, jalovici a tažného koně. V roce 1935 získal Josef Hoffman licenci k provozování pohostinství. Hostinec se tak stal oblíbeným místem jak pro usedlíky, tak pro hosty (bylo zde 5-6 hostinských pokojů). V příjemné hospodě se často scházeli mladí i staří k posezení při pivě a víně, přičemž se nepohrdlo ani tvrdým alkoholem (nejčastěji to byl šnaps). Při oblíbených tanečních večírcích hrála Rennerova kapela. Dne 19. června 1945 byl manželský pár se dvěma dcerami a vnuky odsunut.
Koncem podzimu 1945 bylo stavení přiděleno českému podnikateli jako hostinec a ubytovna. Po roce 1948 byla budova vyvlastněna a stala se majetkem pražských Škodových závodů. V roce 1987 byla budova kompletně zbourána a nově vystavěna jako „Friesova bouda“ blíže k lesu. Hans Adolf ví ještě od svého otce, že v době „Hof-Winza-Seffa“, tam bydlela také rodina Wenzela Lahra. Tento, ve své době, nejúspěšnější běžec na lyžích padl v první světové válce. Po roce 1920 se jeho vdova Anna Lahrová přestěhovala se svými dvěma syny do Harrachova. Starší z nich (roč. 1913), Hans Lahr, se později stal velmi známým běžcem na lyžích a světovým rekordmanem ve skoku na lyžích.

## Dostupnost
Motorovým vozidlem je dostupná ze Strážného po cestě, která vede kolem Hříběcích Bud, Husích Bud a Předních Rennerovek, za nimiž se odbočí doleva.
Pěší přístup je možný po turistických trasách:
- po  modré turistické značce z Dolní Dvůr, na kterou se u Hříběcích Bud napojují:
  -  červená turistické značce ze Strážného.
- po  modré turistické značce od Klínových Bud.